# Guanare (Venezuela)
Pour les articles homonymes, voir Guanare.
Guanare est une ville du Venezuela, capitale de l’État de Portuguesa et chef-lieu de la municipalité de Guanare. Autour de la ville s’articule la division territoriale et statistique de Capitale Guanare. Elle est située au centre-ouest du Venezuela, au pied de la montagne, entre les ríos Guanare et Portuguesa, à une altitude de 183 mètres. En 2005, sa population est estimée à 112 315 habitants.

## Géographie

### Transports et communications
Guanare possède un aéroport (code AITA : GUQ).

## Monuments
- La cathédrale-basilique Notre-Dame-de-Coromoto est pour l’Église catholique le siège du diocèse de Guanare, ainsi qu’une basilique mineure et un sanctuaire national.